# Macrancylus
Macrancylus là một chi bọ cánh cứng trong họ Curculionidae. Nó gồm các loài:
- Macrancylus linearis (extinct)